# SuS Schalke 96
Spiel und Sport Schalke 1896, bekannt als SuS Schalke 96, ist ein Sportverein aus Gelsenkirchen.

## Geschichte
Der Verein wurde 1896 gegründet und wählte Blau und Weiß zu seinen Vereinsfarben. Der SuS gehörte in der Anfangszeit des Fußballs zu den führenden Vereinen in Westfalen. Dreimal standen die Schalker vor dem Ersten Weltkrieg in der regionalen Endrunde um die westdeutsche Meisterschaft. 1906 scheiterten sie in der Vorrundengruppe ohne Chance am Duisburger SpV, dem Kölner FC 1899, Vorläufer des VfL Köln 1899, und Viktoria Ratingen. Zwei Jahre später trafen sie im Viertelfinale erneut auf den Duisburger SpV und unterlagen mit 1:10. Die letzte und erfolgreichste Teilnahme an der westdeutschen Endrunde war dann 1912. Nachdem sie den FC Preußen Münster in zwei Spielen mit 4:4 und 3:2 bezwungen hatten, standen die Schalker im Halbfinale. Dort schied die SuS mit einer 2:6-Niederlage beim Essener SV 99 aus.
1919 schloss sich der SuS mit dem Turner-Club 1874 Gelsenkirchen zum TuS Gelsenkirchen 74/96 zusammen, der heute noch als Turner-Club Gelsenkirchen 1874 besteht. 1924 – im Zuge der reinlichen Scheidung – trennten sich beide Vereine wieder und nahmen erneut ihre alten Namen an.
Ohne größere Höhepunkte verlief die weitere Fußballgeschichte des SuS Schalke 96. Ende der 30er Jahre stellte der Verein das Fußballspielen ein und betrieb in erster Linie Leichtathletik. Die Handballabteilung bildete von 2009 bis 2014 mit dem FC Schalke 04 die Handball-Spielgemeinschaft HSG Schalke 04/96. Zur Saison 2014/15 wurde die Spielgemeinschaft beendet und die Handballabteilung des SuS Schalke 96 aufgelöst. Die Leichtathletikabteilung ist somit die einzige Abteilung des Vereins.